# Lynx Rifle
Pour les articles homonymes, voir Lynx (homonymie).
 (janvier 2020).
La Lynx Rifle 94 est une carabine de chasse finlandaise conçue par Torsti Laaksonen, un armurier finnois depuis 1956 au sein de Tampereen Asepaja.

## Technique
Concernant le mécanisme de cette arme, on dira que la culasse est à verrouillage linéaire transverse. C'est un système unique au monde et d'une fiabilité sans précédent et rapide d'usage. La culasse ne possède que 5 pièces et est manœuvrable sans effort. Cette souplesse améliore la vitesse de rechargement et l'éjection de la douille. La culasse de la LYNX 94 est surement la plus simple et la meilleure innovation faite sur une arme au cours du XXe siècle. En effet, la culasse qui ne contient en réalité que 6 pièces, présente un mécanisme de verrouillage tout à fait remarquable, permettant de supporter les différents calibres, dans leurs chargements les plus contraignants.

## Données numériques
La société Pirkan Ase fabrique à la main environ 150 carabines Lynx 94 par an par sa particularité qui la distingue de toutes les autres carabines est sa culasse à réarmement rectiligne. Le calibre est de 9,3x62 et la longueur du canon est de 56cm.

## Sport
L'armement est très rapide, à la manière des carabines modernes de biathlon. Paavo Puurunen est sponsorisé de la marque Lynx.

## Sources
- Von Ralph Wilhelm, Geradezu(g) Luchsuriös, Deutche Waffen Journal [ 6 ] ( DWJ ) 7 / 1997 s. 1060 - 1063